# Mansôa
Mansôa est une ville de Guinée-Bissau située dans la région d'Oio.